# Caspialosa curensis
Caspialosa curensis és una espècie de peix de la família dels clupeids i l'única espècie del gènere Caspialosa.

## Morfologia
- Els mascles poden assolir 19 cm de llargària total.[3][4]

## Distribució geogràfica
Es troba a la mar Càspia: a l'entorn del riu Kura (Azerbaidjan).